# Montgai (Viacamp i Lliterà)
|  | Aquest article tracta sobre l'espai rural de la Ribagorça. Si cerqueu les persones ribagorçans, vegeu «ribagorçans». |

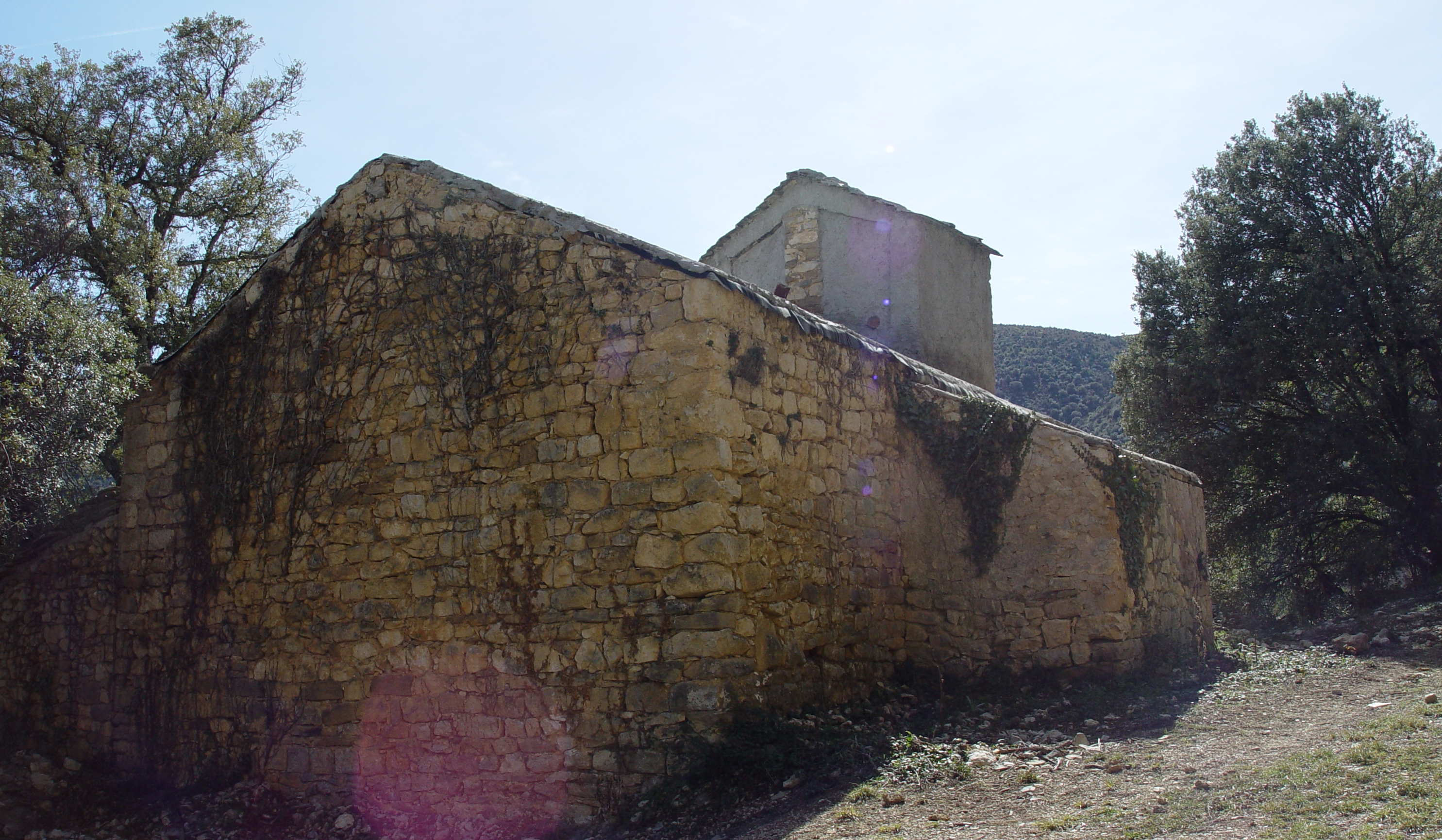
Església de santa Maria al despoblament de Montgai

Montgai (La Ribagorça, prov. d'Osca)
El despoblament de Montgai (Monte Gaudio) s'alça a 842 m d'altitud, als vessants septentrionals del Montsec d'Estall (per això dit també serra de Montgai), a la capçalera del barranc de Montgai. A finals del segle XX tenia una dotzena d'habitants i ara (2021) resta completament despoblat. Les cases, als primers pendissos de la solana, són centrades en estat ruïnós per l'antiga església de Santa Maria, que sembla d'origen romànic, i presidides per la torre mestra del castell en ruïnes (segle XI).